# Operacja Vésuve
Operacja „Vésuve” (ang. Operation „Vésuve”, fr. Opération „Vésuve”) – aliancka operacja wojskowa mająca na celu wyzwolenie Korsyki we wrześniu i październiku 1943 r.

## Operacja
Po wylądowaniu wojsk alianckich na południu Włoch na początku września 1943 r., najwyższe ich dowództwo postanowiło wyzwolić francuską Korsykę. Wyspa miała stanowić bazę wypadową dla różnego rodzaju operacji w basenie Morza Śródziemnego. W tej sytuacji na Korsykę zostały przerzucone z Sardynii okupacyjne oddziały niemieckie, które obsadziły głównie południową część wyspy. Dwie brygady francuskie, podlegające władzom Francji Vichy, zostały rozwiązane. W środku wyspy rządzili niepodzielnie miejscowi partyzanci.
Główną rolę w inwazji odegrały oddziały Wolnych Francuzów. Jeszcze przed głównym desantem na Korsykę została dowieziona (w nocy z 10 na 11 oraz z 12 na 13 września) przez okręt podwodny „Casabianca” kompania francuskich komandosów z batalionu szturmowego, która połączyła się z miejscowymi siłami partyzanckimi (obliczanymi na ok. 20 tys. ludzi) . W operacji wziął udział także „Perle”, który 16 i 17 września wysadził nieopodal Ajaccio 30 francuskich komandosów i siedem ton materiałów wojennych, przewiezionych z Algieru . 13 września lądowały w Ajaccio wojska francuskie, liczące ok. 6,6 tys. ludzi. Dowódca wojsk niemieckich, gen. F. von Senger und Etterlin, liczył na wzmocnienie własnych oddziałów, ale do tego nie doszło. Ze względu na brak ochoty do walki stacjonujących na wyspie oddziałów włoskich, Niemcy przystąpili do ich rozbrajania. Brygadzie Szturmowej SS „Reichsführer-SS” udało się zabezpieczyć port w Bastii po wzięciu do niewoli ok. 2 tys. włoskich żołnierzy. W odpowiedzi gen. G. Magli rozkazał traktować Niemców bardziej jako wrogów, niż sojuszników. Część oddziałów włoskich przeszła na stronę wojsk francuskich. Z powodu zdecydowanej przewagi wojsk francuskich, wspieranych przez panujące w powietrzu lotnictwo brytyjskie i amerykańskie, Niemcy podjęli decyzję o ewakuacji wojsk przez port w Bastii. Pomimo bombardowań i ostrzału z morza udało im się przewieźć większość żołnierzy z powrotem na Sardynię (operacja „Lehrgang”). Największa bitwa podczas wyzwalania Korsyki miała miejsce podczas zdobywania Bastii, zajętej ostatecznie 4 października.
Łączne straty wojsk niemieckich w kampanii wyniosły ok. 700 zabitych i rannych oraz ok. 350 wziętych do niewoli. Włosi stracili ok. 600-800 żołnierzy zabitych i ok. 2 tys. rannych, głównie z 20 DP „Friuli”. Francuzi mieli zaledwie 75 zabitych, 239 rannych i 12 zaginionych.

## Siły obu stron
Wojska Wolnych Francuzów (ok. 6,6 tys. ludzi)
- I Korpus Armijny (utworzony 16 sierpnia 1943 r. we francuskiej Algierii, wyposażony w amerykańskie uzbrojenie i wyposażenie) – d-ca gen. Henry Martin
  - 4 Marokańska Dywizja Górska
  - 1 Pułk Strzelców Marokańskich – d-ca płk Jean Jacques De Butler
  - 1 i 2 szwadrony 4 Pułku Spahisów Marokańskich (lekkie czołgi)
  - 2 Grupa Taborów Marokańskich
  - Batalion de Choc (komandosi) – d-ca kpt. Fernand Gambiez
  - 3 Batalion (komandosi)
  - 69 Pułk Artylerii Górskiej
- okręty wojenne
  - krążownik „Jeanne d’Arc”
  - niszczyciel „La Fantasque”
  - torpedowiec „Alcyon"
  - torpedowiec „Fortune"
  - torpedowiec „Tempête"
  - okręt podwodny „Casabianca”
  - okręt podwodny „Perle”

Wojska niemieckie (ok. 12 tys. ludzi) – d-ca gen. Fridolin von Senger und Etterlin
- 90 Dywizja Grenadierów Pancernych – d-ca gen. Carl-Hans Lungershausen
- Brygada Szturmowa „Reichsführer-SS” – d-ca SS-Obersturmbannführer Karl Gesele

Wojska włoskie (ok. 80 tys. ludzi) – d-ca gen. Giovanni Magli
- 184 Dywizja Spadochronowa „Nembo"
- 44 Dywizja Piechoty „Cremona"
- 20 Dywizja Piechoty „Friuli"
- 225 Dywizja Nadbrzeżna
- 226 Dywizja Nadbrzeżna
- 10 Zgrupowanie Piechoty „Celere"
- 175 Pułk Strzelców Alpejskich
- 182 Nadbrzeżny Pułk Piechoty
- 7 Korpuśna Grupa Artylerii
- 1 Grupa Terytorialna CCNN „Czarnych Koszul"